# خليج بلنسية

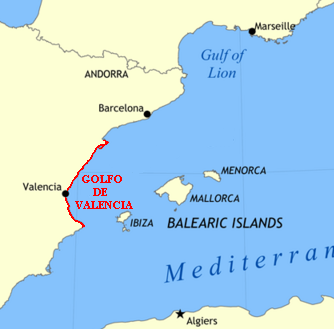
خليج بنلسية

خليج بلنسية هو خليج أو مدخل للبحر الأبيض المتوسط الغربي، على الساحل الشرقي لإسبانيا . حدودها هي رأس كاب دي لا ناو في الجنوب، في حين أن الحد الشمالي غير محدد بدقة: فللبعض هو رأس بني العروس ؛ وبالنسبة للآخرين هو دلتا إبري . عند استخدام رأس فيناروس، فإن ساحل خليج بلنسية يقع بالكامل ضمن منطقة بلنسية. عند استخدام دلتا إيبري فإن ساحلها الشمالي يقع في جنوب قطلونية.